# Laraesima pilosa
Laraesima pilosa es una especie de escarabajo longicornio perteneciente a la tribu Compsosomatini, de la subfamilia Lamiinae, orden Coleoptera.
Mide 6,2-6,7 mm de longitud. El período de vuelo para ejemplares adultos se presenta durante los meses de abril y noviembre.
En el museo Nacional de Brasil de la Universidad Federal de Río de Janeiro se encuentra un ejemplar de la especie.

## Taxonomía
Se atribuye su descripción al entomólogo brasileño Miguel Ángel Monné, quien la citó por primera vez en 1980. La especie aparece registrada en la sección Contribuição ao conhecimento dos Compsosomatini (Coleoptera, Cerambycidae, Lamiinae). Parte III de la revista Brasileira de Entomologia,  24 (3–4): 227–265, f. 46, publicada por Monné Miguel Ángel en 1980.

## Distribución
Se distribuye por América del Sur, específicamente en Perú.